# Opogona purpuriella
Opogona purpuriella är en fjärilsart som beskrevs av Otto Herman Swezey 1913. Opogona purpuriella ingår i släktet Opogona och familjen äkta malar. Inga underarter finns listade i Catalogue of Life.